# 232-й батальон Канадского экспедиционного корпуса
232-й батальон Канадского экспедиционного корпуса — подразделение Канадского экспедиционного корпуса во время Первой мировой войны. 
Базировался в Норт-Батлфорде, Саскачеван. Батальон начал набор солдат в начале 1916 года. Отплыл в Великобританию в апреле 1917 года. 9 июня 1917 года подразделение было включено в состав 15-го резервного батальона. Командовал подполковник. Р. П. Лори.